# 크리스티 코너웨이
크리스티 코너웨이(Cristi Conaway, 1964년 8월 14일 ~ )는 미국의 배우, 텔레비전 배우, 모델, 영화배우, 패션 디자이너이다.
러벅에서 태어났다.

## 영화
- 브라보 대디 (2001년)
- 언더월드 (1996년)
- 니나 테이크스 어 러버 (1994년)
- 50피트 우먼 (1993년)
- 부부 일기 (1992년)
- 글래스 루츠 (1992년)
- 배트맨 2 (1992년) - 아이스 프린세스 역
- 결혼 전야 (1990년) - 리디아 역